# San Felipe del Progreso (municipi)
San Felipe del Progreso és un municipi de l'estat de Mèxic. San Felipe del Progreso és el cap de municipi i principal centre de població d'aquesta municipalitat. Aquest municipi és a la part nord-occidental de l'estat de Mèxic. Limita al nord amb els municipis de El Oro i Jocotitlán, al sud amb Villa Victoria, a l'oest amb San José del Rincón i a l'est amb Ixtlahuaca.